# Hornsbergs strand

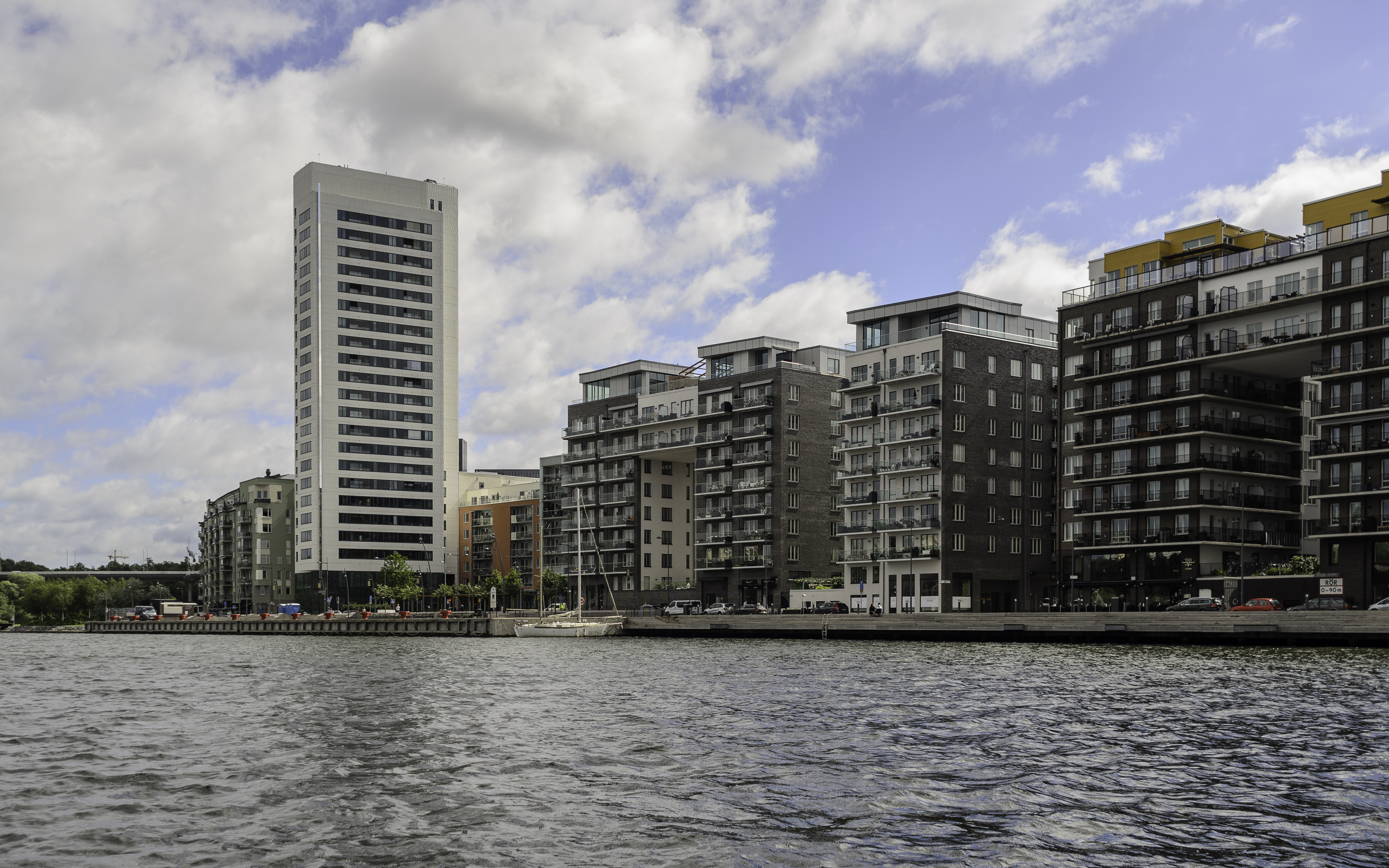
Hornsbergs strand i juli 2015 sett från vattnet med kvarteret Lusten i bakgrunden.

Hornsbergs strand är ett område inom stadsdelen Stadshagen på nordvästra Kungsholmen i Stockholms innerstad. Det är beläget norr om Lindhagensgatan och söder om gatan Hornsbergs strand och öster om  Ulvsundasjön. 

## Historia
Namnet kommer från egendomen Stora Hornsberg vid Ulvsundasjön, vars ägare var riksrådet Gustaf Horn. Horn lät uppföra en ståtlig byggnad och en renässansträdgård. Upp till gården ledde en lång allé som sträckte sig i nord-sydlig riktning strax sydväst om dagens Lindhagensgatan. 
Omkring 1750 började området industrialiseras. Den första industrin på platsen var en bomullsfabrik som efterträddes av ett sockerbruk, det kallades under 1800-talet Hornsbergs sockerbruk. I slutet av 1800-talet revs de flesta byggnader för att bereda plats för Stora Bryggeriet som invigdes 1892, brygghuset i rött tegel finns kvar än idag. Sedan dess har många industrier varit etablerade här, bland annat läkemedelsföretag, sand- och grusupplägg samt ett av de sista; Hornsbergs asfaltverk som flyttade till Västberga hösten 2008.
Hornsbergs villastad var ett område som skapades 1887 av Tomt AB Hornsberg, men blev aldrig någon större framgång. För området upprättades en ny stadsplan och den nya villastaden gavs romantiska kvartersnamn som Tillflykten, Lyckan, Kojan, Paradiset och Lustgården. Vägarna hade namn som Rosenstigen, Jagarstigen, Ulvstigen och Lärkstigen. På en idealiserad reklamillustration syns trädgårdsstaden från Ulvsundasjön. Mot stranden ligger en bred kajskodd promenad och området visas som en grönskande kulle med stadens gråa hyreskaserner i bakgrunden. Ändå var det inte många som nappade och bara några få hus byggdes. Idag finns bara några av kvartersnamnen kvar.

## Historiska bilder

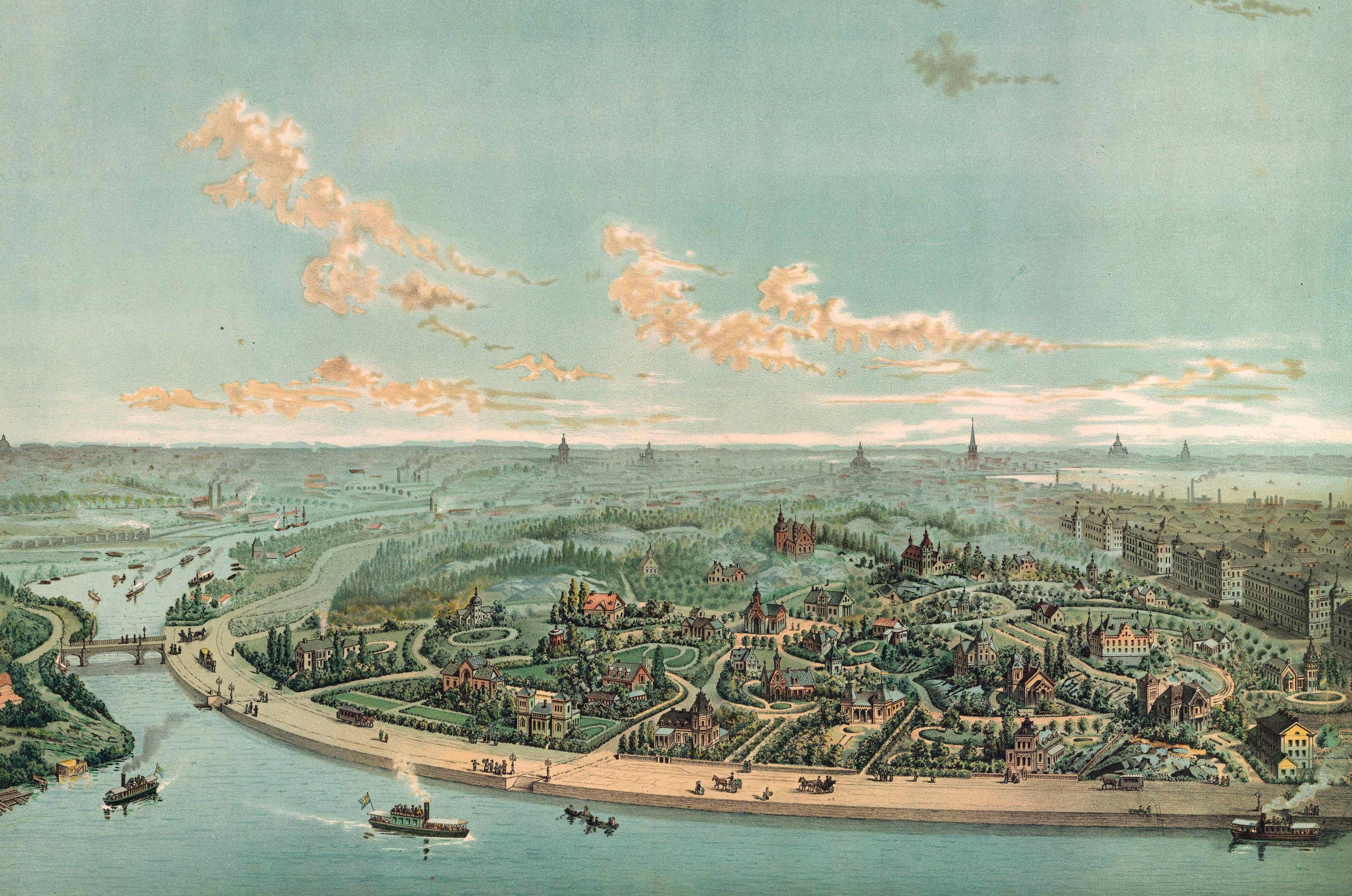
Hornsbergs villastad 1887.
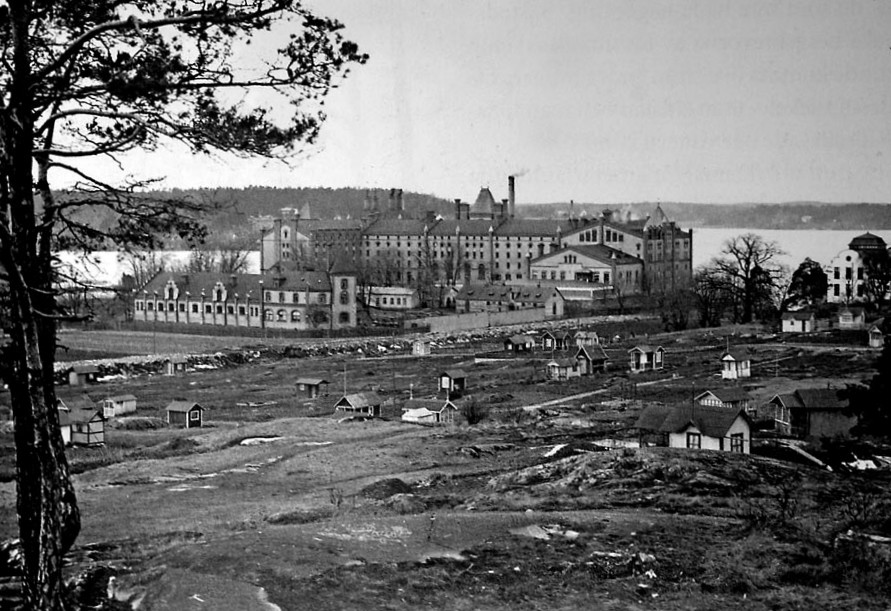
Stora Bryggeriet 1910-tal.
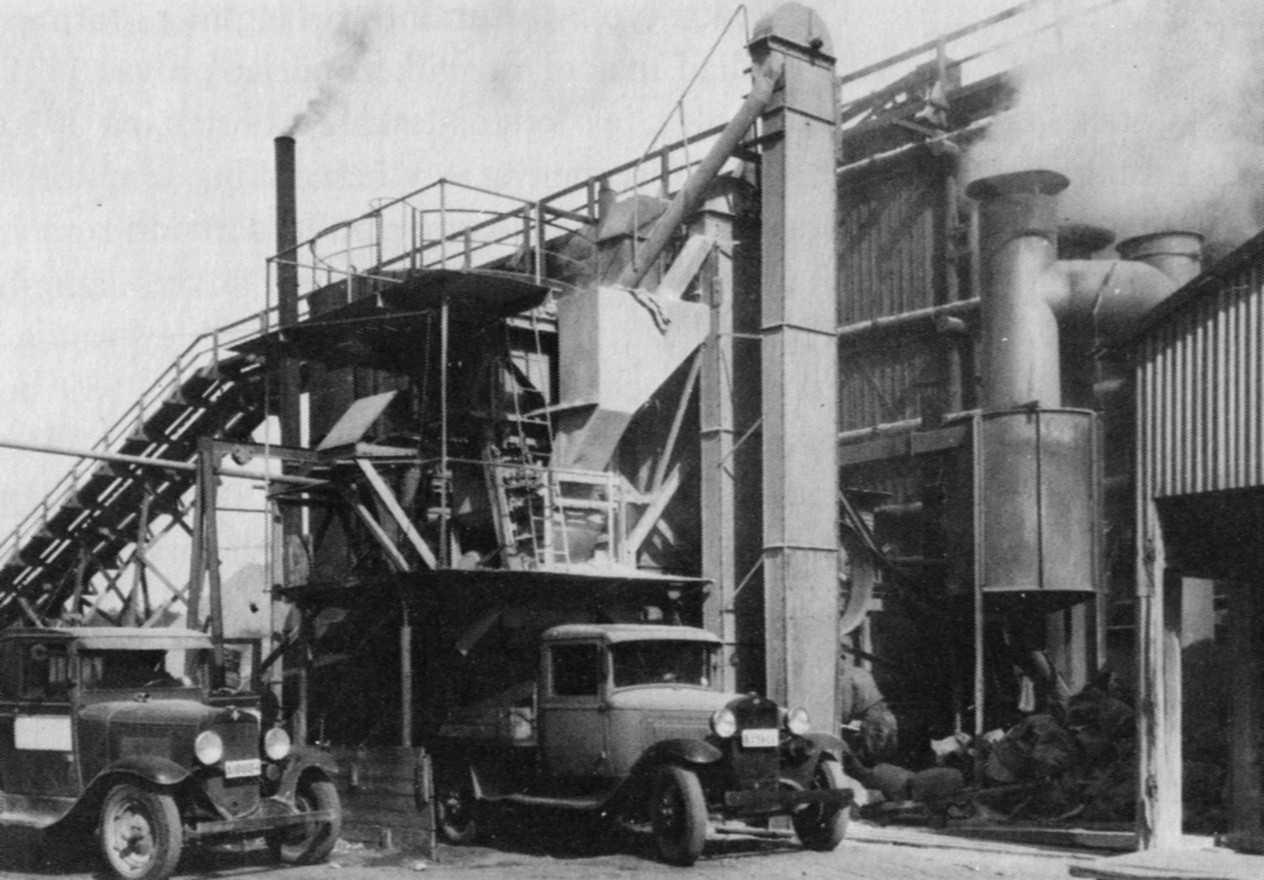
Hornsbergs asfaltverk 1932.
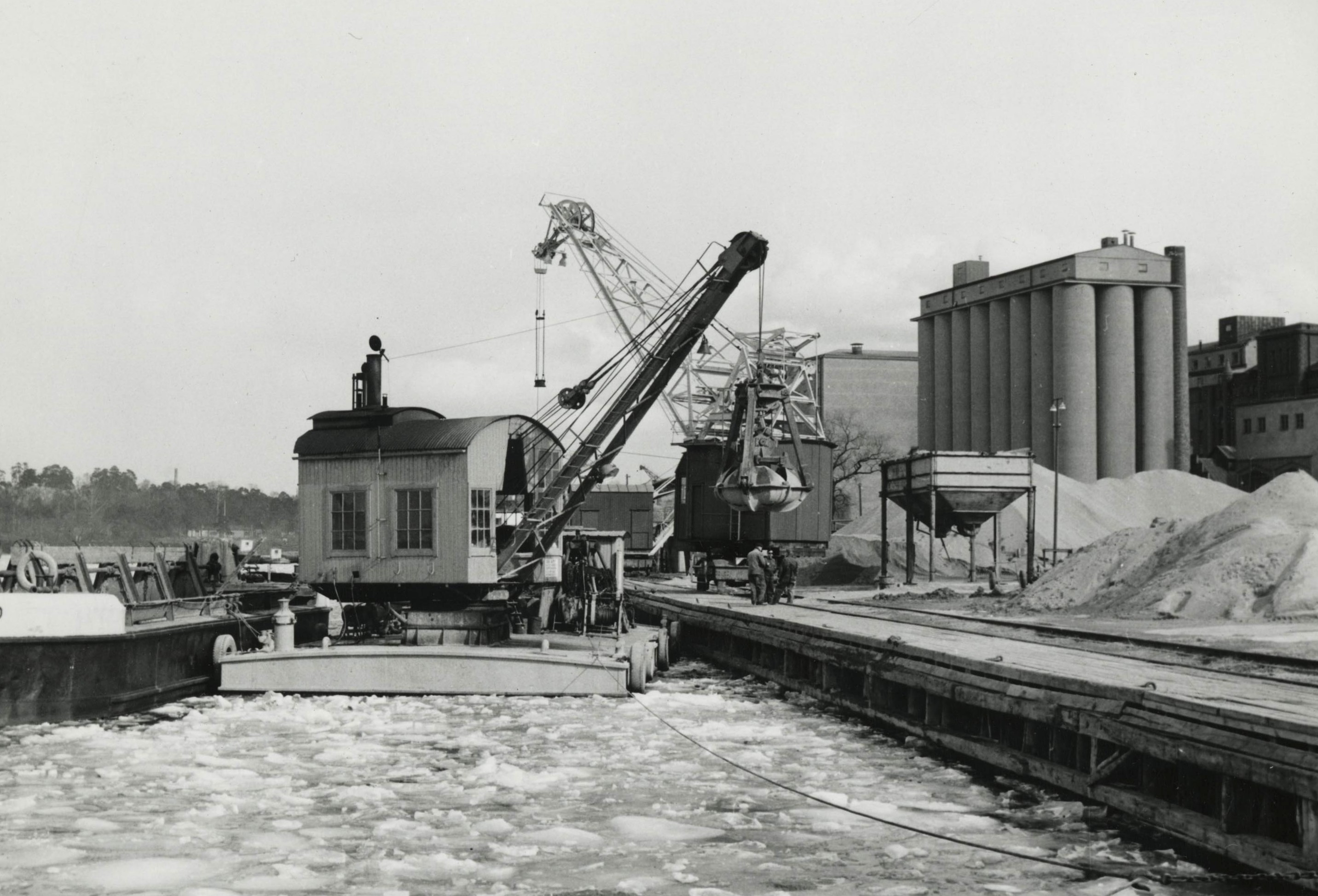
Arbeten med kajen 1965.

## Projekt Hornsbergs strand
Projektet Hornsbergs strand/Kojan är ett bostadsområde som planlades i början på 2000 och ingick i stadsutvecklingsprojekt Nordvästra Kungsholmen.  Tidigare kvarteret Kojan omvandlades från industriområde till ett bostadsområde och en strandpark på en utfyllnad i Ulvsundasjön. Byggstarten fördröjdes i flera år på grund av problemet med bullerstörningar från Essingeleden som ligger öster om området. 
I juni 2006 vann detaljplanen för kvarteret Kojan (Hornsbergs Strand) laga kraft (planarkitekt Charlotte Holst). Planförslaget innebär att cirka 1200 bostäder i 9 kvarter kunde byggas med restauranger, butiker och andra lokaler i bottenvåningarna samt att gator och parker kunde iordningställas. Senare kunde  Lindhagensgatan dras som en esplanad ända ner till Ulvsundasjön, en strandpromenad med kajer och andra nya parker anläggas, t.ex. Hornsbergs strandpark, Kristinebergs strandpark och Nelly Sachs park, uppkallad efter tyska författaren Nelly Sachs. Flera nya gator med namn som Pär Lagerkvists Gata, Harry Martinsons Gata och Eyvind Johnsons Gata byggdes liksom Franzengatan som går genom området.
År 2007 började byggnadsarbeten, där sex bostads- och byggföretag var byggherrar, JM, Einar Mattsson, Riksbyggen, Familjebostäder, Wallenstam, Botrygg. I nordvästra delen vid vattnet byggdes ett 80 meter och 24 våningar högt bostadshus av Familjebostäder invid ett nytt torg, Moa Martinsons Torg. Första spadtaget för de nya bostadsområdet invid Essingeleden med tvillingtornen i 20 våningar kvarteret Brovakten genomfördes i maj 2009. Tornen, som även kallas Kungsholmsporten, har med sina 68 meter höjd blivit ett nytt landmärke i Stockholm. År 2012 var området helt färdigt.

## Nutida Bilder

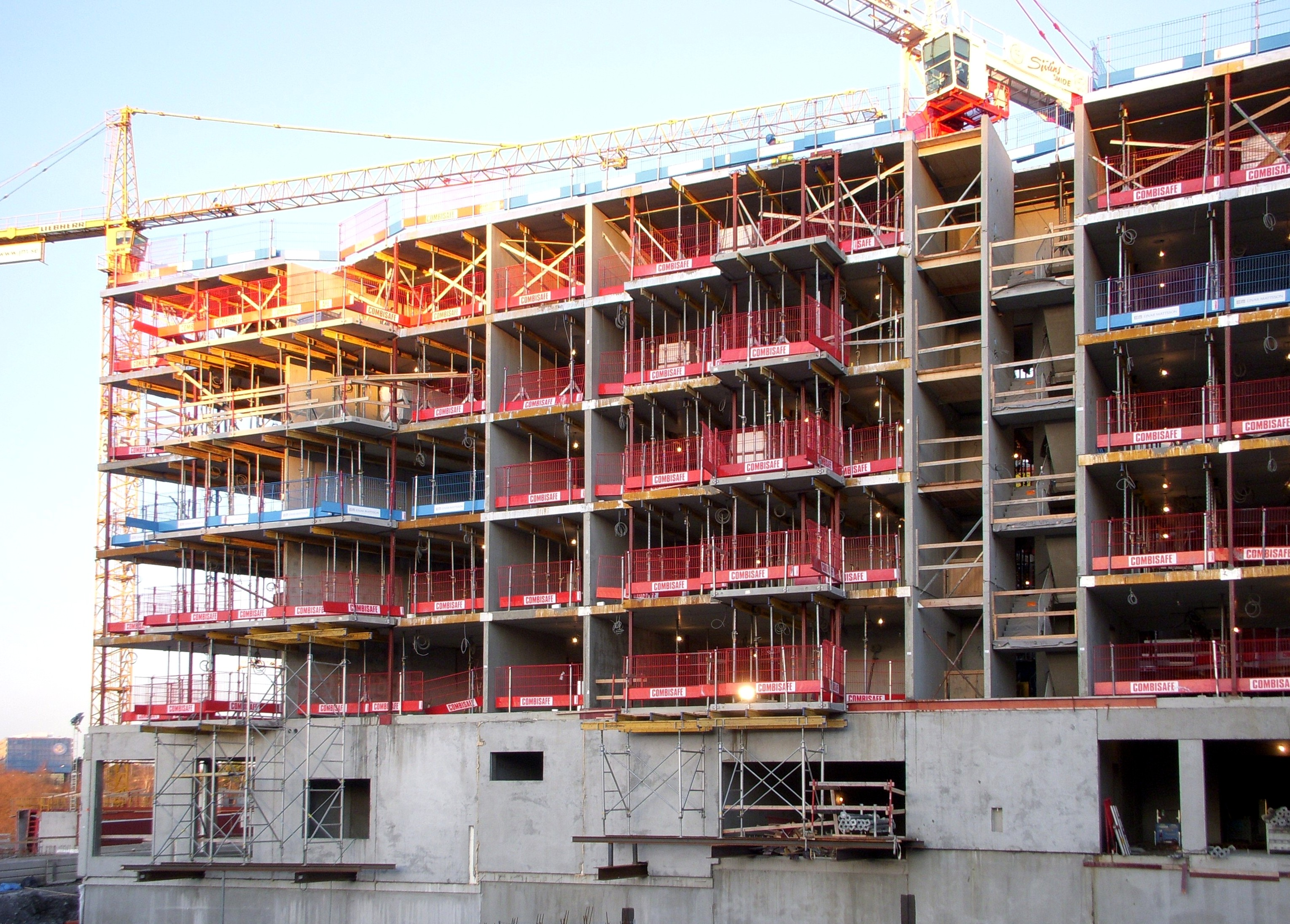
Byggarbeten i november 2008.
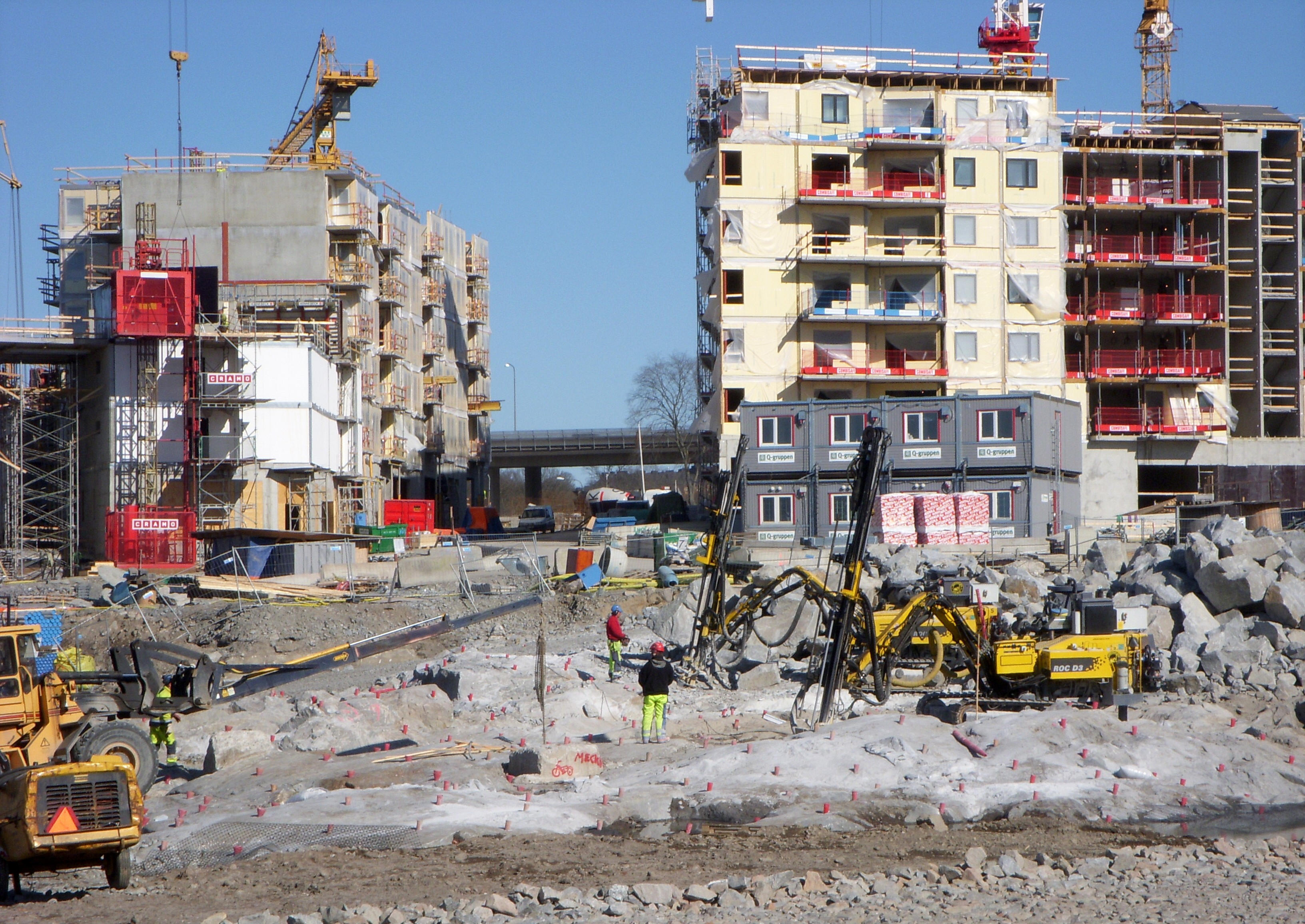
Byggarbeten i april 2009.
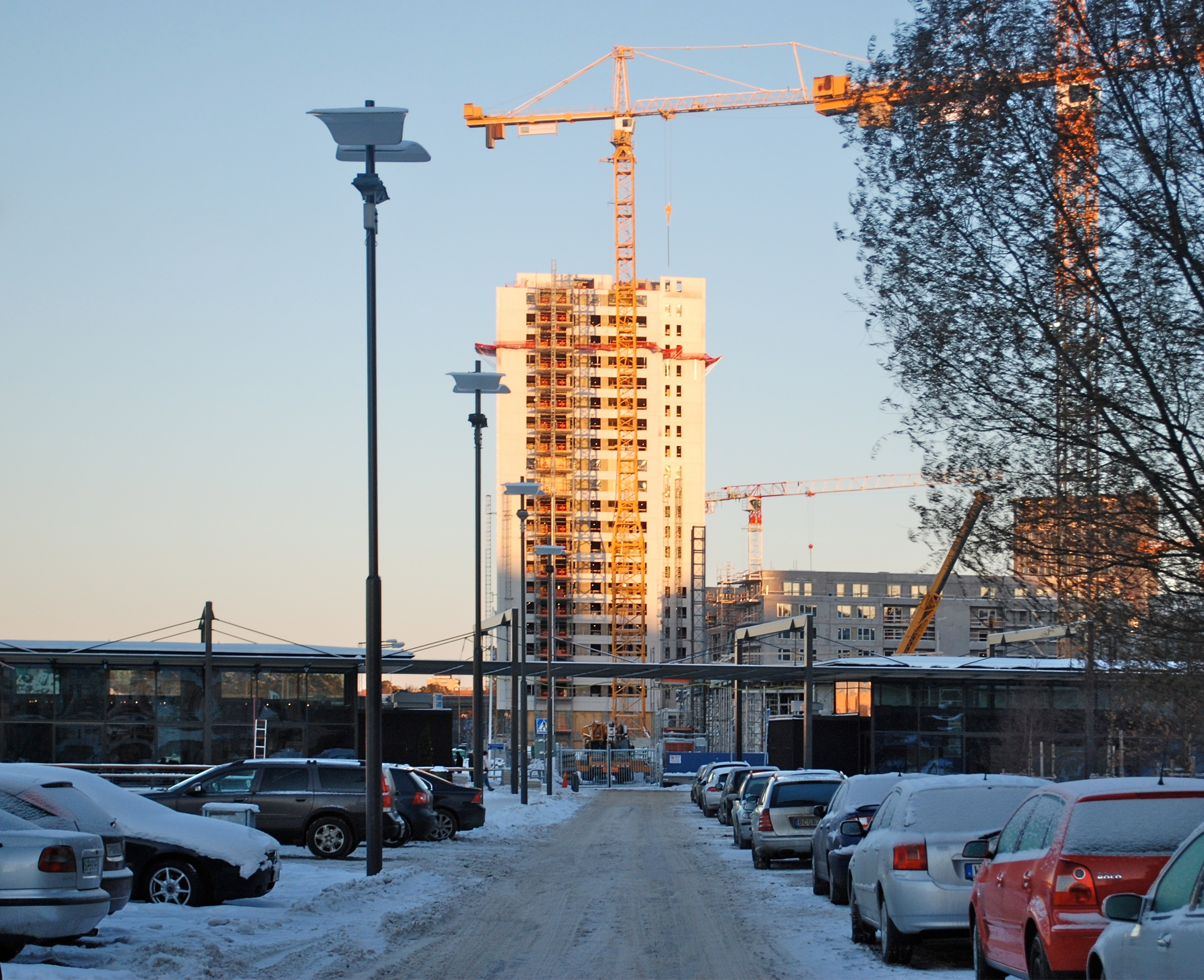
Höghuset i kvarteret Lusten, 2010.
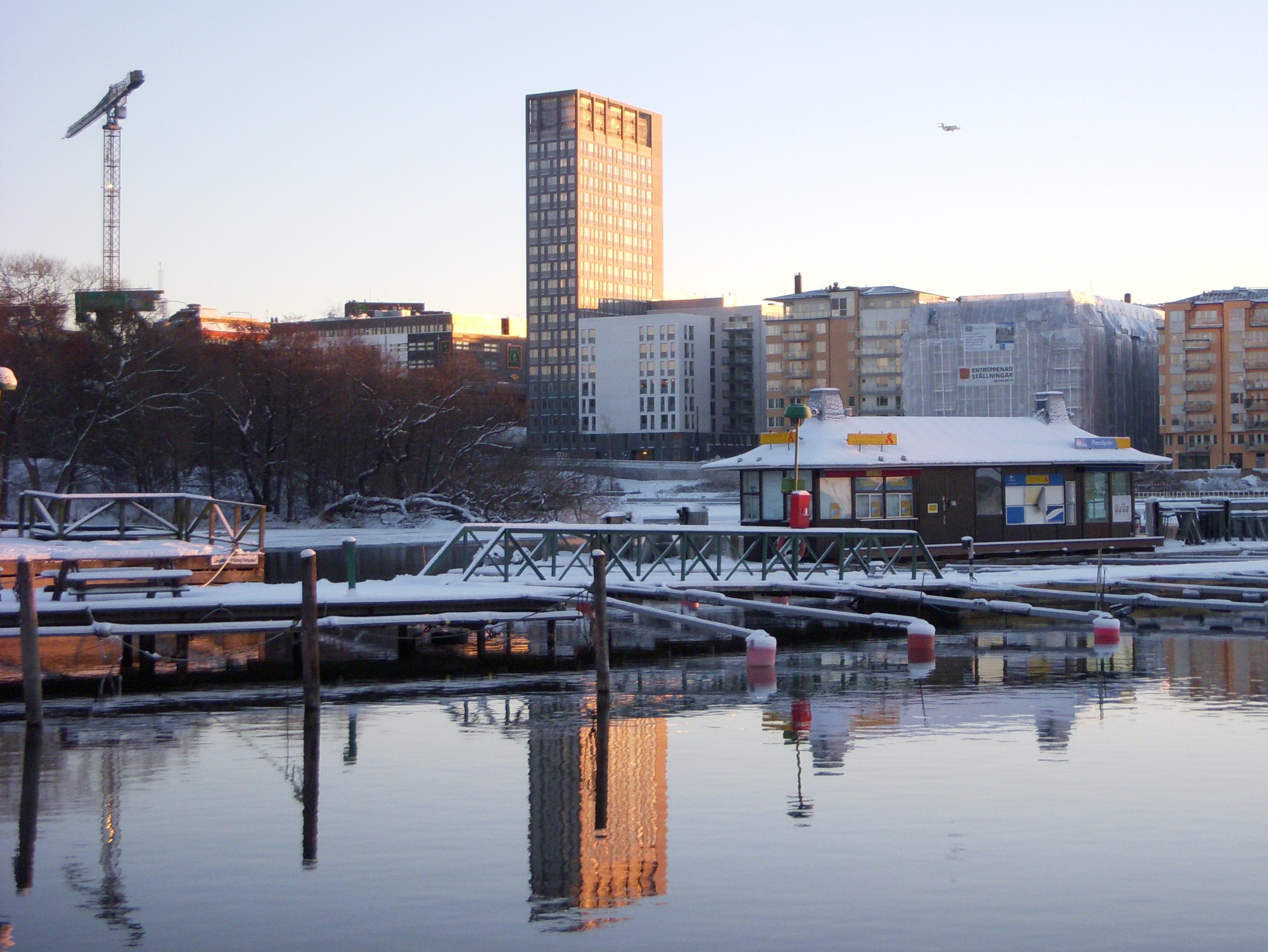
Ett av Kungsholmsportens tvillingtorn, 2010.